# شوالیه جام‌ها
شوالیه جام‌ها (انگلیسی: Knight of Cups) فیلمی در ژانر درام به کارگردانی و نویسندگی ترنس مالیک است. نیکولاس گوندا و سارا گرین تهیه‌کنندگان این فیلم‌ها هستند. نخستین نمایش این فیلم در شصت و پنجمین دورهٔ جشنواره بین‌المللی فیلم برلین خواهد بود.

## داستان
شوالیه جام‌ها دربارهٔ فیلمنامه‌نویسی است که بحرانی اگزیستانسیالیستی را از سر می‌گذراند و سعی دارد تا میان اتفاقاتی که اطرافش رخ می‌دهد رابطه منطقی بیابد…